# Góry Szyłkińskie
Góry Szyłkińskie (ros.: Шилкинский хребет, Szyłkinskij chriebiet) – pasmo górskie w azjatyckiej części Rosji, na wschodnim Zabajkalu, w Kraju Zabajkalskim. Rozciąga się wzdłuż lewego brzegu Szyłki na długości ok. 200 km. Najwyższy szczyt osiąga 1063 m n.p.m. Pasmo zbudowane z granitów, łupków krystalicznych i piaskowców. Poprzecinane głębokimi dolinami dopływów Szyłki zbocza pokryte są tajgą modrzewiową.